# Borovice tuhá
Borovice tuhá (Pinus rigida) je severoamerická borovice se třemi jehlicemi ve svazečku, která byla ve větší míře na území dnešní ČR zaváděna na přelomu 19. a 20. století (spolu s vejmutovkou a borovicí Banksovou) jako zamýšlená náhrada za borovici lesní, jejíž výsadby v té době velice trpěly sypavkou.

## Synonyma
- Pinus taeda var. rigida Aiton, 1789

- Pinus Fraseri Loddiges, 1836

- Pinus Loddigesii Loudon, 1838

- Pinus serotina Long, 1909

## Vzhled
Menší strom, 10-20(28) m vysoký, většinou křivé kmeny s větvemi vodorovně rozloženými. Koruna plochá, nepravidelná a široká. Borka rozpraskaná a místech bývalých přeslenů často vyráží svazečky jehlic a větévky na kmeni a na silných větvích, což je pro ni charakteristické. Letorosty má světle zelené až oranžově hnědé. Pupeny vejčité, ostře přišpičatělé, 6-14 mm dlouhé, hnědožluté a pryskyřičnaté. Jehlice vždy po 3 ve svazečku, 7-10(14)cm dlouhé, zkroucené, tmavozelené, s průduchy. Šišky po 3-5, skoro přisedlé, žlutohnědé až popelavé, symetrické, štítek kosočtverečný, pupek s malým ostnem. Semena 4 x 3 mm, s velkým křídlem.

## Výskyt
Ve východní části Severní Ameriky: na jihovýchodě USA ve státech Georgia, Kentucky a Maine s přesahy do jihovýchodní Kanady: provincie Ontario a Québec.
V ČR od konce 19. století vysazovaná pokusně v lesních porostech, ale neosvědčila se (netvárný kmen). Dodnes v celé střední Evropě občas v parcích a okrasných výsadbách, vhodná jako solitér.

## Ekologie
Je výrazně světlomilná, roste především na chudých, suchých a kamenitých půdách, dobře však snáší i půdy zamokřené. Vůči klimatickým vlivům je velmi odolná, díky své větevnatosti však trpí vylamováním větví (těžký sníh) a vývraty. Patří k tzv. pionýrským dřevinám v neúrodných oblastech.
Je mezi druhy borovic, které se adaptovaly na časté lesní požáry: jednak zmlazuje výhonky z kůry, což je u borovic neobvyklé, jednak se část jejich šišek otevírá až na vnější podnět - zvýšenou teplotu (tzv. serotinie). Díky tomu je dominantní např. na borovicových pláních v New Jersey (národní biosférická rezervace Pine Barrens v New Jersey, USA), kde by jinak díky vlhkému přímořskému klimatu převládly duby, jejichž mladé stromky však nepřežijí ani lehčí lesní požáry.

## Využití
Vysoký obsah smůly zaručoval trvanlivost a v 19. století se v Americe její dřevo využívalo pro stavbu lodí, důlní výztuhy nebo výrobu železničních pražců. Vzhledem k poměrně pomalému růstu a často pokrouceným kmenům je výběr kvalitního dřeva poměrně nákladný a dnes je spíš zdrojem dřeva pro bednění, na palivo a dřevěné uhlí). Ve střední Evropě se pěstuje občas jako parková dřevina, nebo jako sbírkový strom.